# La Esfera del Mundo
La Esfera del Mundo (en francés: La Sphère du Monde) es una obra de cartografía elaborada por Oronteus Finaeus en 1549 y dedicada al rey Enrique II de Francia.

## Cartografías precisas de Finaeus
El contenido general de la obra cartógráfica del matemático francés Finaeus, consiste en ilustrar los territorios que para la época del Renacimiento europeo, los territorios que ya estaban descubiertos por Cristóbal Colón y por otros descubridores y exploradores como porciones ya considerables de América y la conexión de esta con la Antártida a través de Tierra del Fuego y la Península Antártica, que dataría de tiempos de la última glaciación. Con ello se actualizaba los mapas del geógrafo y astrónomo griego Ptolomeo.
La época en que fue confeccionada la obra, los cartógrafos de diversos países europeos y musulmanes, tenían que valerse de su ingenio y destreza en adquirir datos vitales para el comercio y el conocimiento, dado que España y Portugal mantenían en secreto absoluto los descubrimientos, útiles para obtener materiales y evangelizar poblaciones nativas; entonces, los cartógrafos se fiaban de rumores, que ciertas veces eran vagos y poco fiables, que procedían de piratas y marineros y además, hacer que su imaginación no les jugase una mala pasada que los llevaría a más de un problema.
Las precisiones de nuevos territorios se actualizaban constantemente, de modo que ya empezaron a surgir afirmaciones de una supuesta masa terrestre en el hemisferio sur denominada Terra Australis Incognita, debía equilibrarse con las tierras del hemisferio norte, cosa que firmaban diversos expertos como Nicolás Copérnico, Gerardus Mercator entre otros por citar. Entonces, Finaeus creó una proyección de forma seudocónica que alcanzó popularidad en el Siglo XVI, y luego fue abandonada.La forme pseudo-cónica de Finaeus es en realidad un planisferio en forma de corazón, que descubrió Charles Hapgood en la Biblioteca del Congreso en Washington (Estados Unidos), al lado de otras cartas de la época que ha reunido en el libro Les Cartes des anciens rois de la mer.
Una de las curiosidades de Finaeus es la descripción misteriosa del interior antártico, dándole una superficie superior al actual (14.107.637 km²) y el territorio libre de hielos (excepto en el centro), ríos, montañas (ver Montes Transantárticos) e islas, cosas que fueron comprobadas por científicos como Richard Byrd en 1949, cuando estudió la paleobiología y la paleoclimatología del continente, con la desventaja de que faltaba la Península de Palmer y la exageración del paralelo 80° Sur. Aun así : Finaeus no solo representó la Antártida, Idrisi (en 1159), Piri Reis (en 1523) lo hicieron aunque con poco acierto, Ortelius (en 1559), Mercator (en 1538) y Hadji Ahmet (en 1587) ya empezaban a actualizar las zonas descubiertas como la Tierra del Fuego.
- Datos: Q5963270